# Will Tupou

a Compétitions nationales et continentales officielles uniquement.

b Matchs officiels uniquement.
Dernière mise à jour le 10 août 2024.
Will Tupou, né le 20 juillet 1990 à Auckland (Nouvelle-Zélande), est un joueur de rugby à XV international japonais d'origine australienne, évoluant aux postes de centre, arrière ou ailier. Il évolue avec le club des Toyota Verblitz en League One depuis 2022.

## Carrière

### En club
Will Tupou commence par jouer au rugby à XV, et joue avec la sélection scolaire du Queensland en 2007, ainsi qu'avec la sélection scolaire australienne (en) la même année,.
À l'âge de 18 ans, il décide de passer au rugby  à XIII, et rejoint les Brisbane Broncos, avec qui il joue en équipe junior en National Youth Competition en 2008 et 2009. Il rejoint ensuite les North Queensland Cowboys, avec qui il joue deux saisons en NRL, marquant huit essais en vingt-et-un matchs,.
En 2012, il retourne au rugby à XV lorsqu'il est recruté par la franchise de la Western Force évoluant en Super Rugby,. Il dispute deux saisons avec la franchise de Perth, il joue treize matchs pour un seul essai inscrit.
Laissé libre après la saison 2013 de Super Rugby, il signe en 2014 avec le club japonais de Hino Red Dolphins évoluant en Top Ligue Est A où il reste deux saisons, avant de rejoindre les Coca Cola Red Sparks, qui évoluent pour leur part en Top League.
En 2017, il rejoint la franchise japonaise des Sunwolves, évoluant en Super Rugby. Il y fait ses débuts le 4 mars 2017 lors du match contre les Southern Kings. Il joue deux saisons avec cette franchise.
En 2022, il rejoint les Toyota Verblitz au sein de la nouvelle League One. À son arrivée dans ce club, il est rapidement reconverti au poste de troisième ligne aile.

### En équipe nationale
Will Tupou est sélectionné pour la première fois avec l'équipe du Japon dans le cadre de la tournée de juin 2017. Il obtient sa première cape internationale le 17 juin 2017 à l’occasion d’un match contre l'équipe d'Irlande à Shizuoka.
Il fait partie du groupe japonais sélectionné pour participer à la Coupe du monde 2019 au Japon. Il commence la compétition dans la peau du titulaire au poste d'arrière, mais il perd ensuite sa place au profit de Ryohei Yamanaka après une blessure, ainsi que des performances décevantes,. Il dispute deux rencontres de phase de poule, contre la Russie et l'Écosse.

## Palmarès

### En club
Néant

### En équipe nationale
- 12 sélections avec le Japon depuis 2017.
- 5 points (1 essai).

- Participation à la Coupe du monde 2019 (2 matchs).